# Лелесе (комуна)
Лелесе (рум. Lelese) — комуна у повіті Хунедоара в Румунії. До складу комуни входять такі села (дані про населення за 2002 рік):
- Лелесе (194 особи) — адміністративний центр комуни
- Рунку-Маре (159 осіб)
- Соходол (35 осіб)
- Черішор (123 особи)

Комуна розташована на відстані 303 км на північний захід від Бухареста, 22 км на південний захід від Деви, 135 км на південний захід від Клуж-Напоки, 114 км на схід від Тімішоари.

## Населення
За даними перепису населення 2002 року у комуні проживали 511 осіб.
Національний склад населення комуни:
| Національність | Кількість осіб | Відсоток |
| -------------- | -------------- | -------- |
| румуни         | 508            | 99,4%    |
| угорці         | 3              | 0,6%     |

Рідною мовою назвали:
| Мова      | Кількість осіб | Відсоток |
| --------- | -------------- | -------- |
| румунська | 508            | 99,4%    |
| угорська  | 3              | 0,6%     |

Склад населення комуни за віросповіданням:
| Релігія       | Кількість осіб | Відсоток |
| ------------- | -------------- | -------- |
| православні   | 501            | 98,0%    |
| п'ятдесятники | 3              | 0,6%     |
| баптисти      | 3              | 0,6%     |
| реформати     | 2              | 0,4%     |